# Гута-Перейма
Гута-Перейма — село в Україні, у Немовицькій сільській громаді Сарненського району Рівненської області. Населення становить 140 осіб.

## Географія
Село розташоване на правому березі річки Рудинки.
Підприємства: Немовицьке лісництво: В часи Радянського Союзу працював в дві зміни цех переробки деревини. Виготовляли в ньому в основному ящики та піддони для потреб народного господарства та різних розмірів дошку.
Наразі лісництво займається різкою лісу та відправляє його в Сарненський Лісгоспзаг.
Станція Немовичі: Дане підприємство працювало і працює правда штат дуже скоротився і стало три колії з чотирьох які були раніше.
Село належить до 3 зони радіоактивного забруднення.

## Населення
Станом на 1859 рік, на власницькому хуторі Гута-Перейма налічувалося 9 дворів та 56 жителів (26 чоловіків і 30 жінок), з них 48 римо-католиків і 8 православних.
За переписом населення 2001 року в селі мешкало 95 осіб.

### Мова
Розподіл населення за рідною мовою за даними перепису 2001 року:
| Мова       | Відсоток |
| ---------- | -------- |
| українська | 98,98 %  |
| російська  | 1,02 %   |